# Bîrlivka, Berșad
Bîrlivka (în ucraineană Бирлівка) este o comună în raionul Berșad, regiunea Vinnița, Ucraina, formată numai din satul de reședință.

## Demografie
Componența lingvistică a satului Bîrlivka
     Ucraineană (98,69%)
     Rusă (1,14%)
     Alte limbi (0,12%)
Conform recensământului din 2001, majoritatea populației satului Bîrlivka era vorbitoare de ucraineană (98,69%), existând în minoritate și vorbitori de rusă (1,14%).